# Митусовы
Митусовы (Митасовы, Матусовы) — древний дворянский род.
Род Митусовых внесён в VI часть дворянской родословной книги Московской губернии.

## Происхождение и история рода
Родоначальник Тимофей Григорьевич, подписавший (1571) поручную запись по князе Иване Фёдоровиче Мстиславском, получил поместье, сельцо Молодошково с деревнями в Карачуницком погосте Шелонской пятины, вместо его Кашинского поместья. Его сын дьяк Иван Тимофеевич воевода в Перми (1612 и 1614-1615), дьяк приказа Каменных дел (1623), был у государева стола (1624), объезжий голова в Москве (1629), получил вотчины за московское осадное сидение (1628 и 1629), постригся († 1639).
Дворянин московский Юрий Фёдорович Митусов пожалован вотчинами Вологодского, Костромского, Тверского Дмитровского уездов (1657—1675), владел деревней Бутово.

## Описание герба
Щит, разделен на четыре части. Посередине щита изображен серебряный крест (герб Волынского княжества). В верхних частях: в правой, в голубом поле, серебряная шестиугольная звезда. В левой, на золотом поле, три стрелы, положенные крестообразно острыми концами вверх (изм. польский герб Бэлты). В нижних частях: справа, в золотом поле, подкова с пятью гвоздями (польский герб Ястршембец), слева на голубом поле серебряный полумесяц.
На щите дворянский коронованный шлем. Нашлемник: три страусовых пера. Намёт на щите голубой, подложенный золотом. Герб рода Митусовых внесён в Часть 2 Общего гербовника дворянских родов Всероссийской империи, стр. 105.

## Известные представители
- Митусов Фёдор Иванович —  жилец, вотчинник Дмитровского уезда (1628).
- Митусов Юрий Фёдорович —  начал службу (1654), московский дворянин (1673), оклад 860 четей и 57 рублей и придача 100 четей (1675)., сопровождал Петра I в Звенигород (1688), даны вотчины из поместий в Вологодском, Костромском, Тверском, Дмитровском и Московском уездах (1675), умер († 1701).
- Митусов Ларион Фёдорович —  московский дворянин (1676).
- Митусов Степан Юрьевич —  стряпчий (1683), стольник (1686-1692).
- Митусов Пётр Юрьевич —  стряпчий (1693)[4].
- Митусов Яков Иванович — майор, воевода в Пустоозерском остроге (1737).
- Митусов Иван Иванович (1685—1758) — драгун, секунд-майор, участник Полтавской битва, взятия Азова, вотчинник Вологодского уезда.
- Пётр Петрович Митусов (1750—1823) — тайный советник, сенатор, новгородский губернатор.
- Митусов Степан Петрович.
- Василий Петрович Митусов (1754—1822) —  новгородский губернатор.
- Митусов Григорий Петрович (1795—1871) — действительный тайный советник, сенатор.
- Митусов Степан Николаевич (1847—1922?) —  дипломат, коллекционер, тайный советник.
- Митусов Степан Степанович (1878—1942) — искусствовед, двоюродный брат Е. И. Рерих).